# Sirron Cars

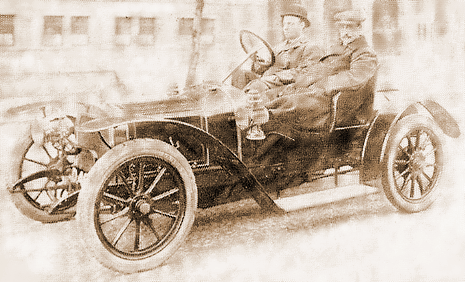
Sirron 10/14 hp (1911)

Die Sirron Cars Ltd. war ein britischer Automobilhersteller, der 1909–1914 in Southall (Middlesex) ansässig war.
Die Sirron waren sportliche Fahrzeuge mit Vierzylindermotoren. Die Herstellerfirma wurde 1909 gegründet und stellte zu dieser Zeit schon in kleinem Umfang ein mittelgroßes Modell her. Die eigentliche Serienproduktion begann dann erst 1911.
Bereits 1916 machte der Erste Weltkrieg der Fertigung den Garaus.

## Modelle
| Modell   | Bauzeitraum | Zylinder | Hubraum       | Radstand |
| -------- | ----------- | -------- | ------------- | -------- |
| 10/14 hp | 1909–1911   | 4 Reihe  | 1944 cm³      | 2515 mm  |
| 12/16 hp | 1911–1912   | 4 Reihe  | 2212 cm³      | 2692 mm  |
| 16/20 hp | 1911–1912   | 4 Reihe  | 2553–2724 cm³ | 2896 mm  |
| 20/25 hp | 1911–1912   | 4 Reihe  | 3233 cm³      | 2921 mm  |
| 14/20 hp | 1913        | 4 Reihe  | 2409 cm³      |          |
| 10/12 hp | 1914–1916   | 4 Reihe  | 1357 cm³      | 2438 mm  |
| 15/25 hp | 1914        | 4 Reihe  | 2409 cm³      | 2819 mm  |

## Quelle
- David Culshaw & Peter Horrobin: The Complete Catalogue of British Cars 1895–1975. Veloce Publishing plc. Dorchester (1999). ISBN 1-874105-93-6.